# Advanced Systems Format
Advanced Systems Format (Advanced Streaming Formatから改称)とは、マイクロソフトが開発したAVI後継のファイル形式であり、ASFファイル、ASFコンテナなどと呼ばれている。
ストリーミング配信に適し、また同時にローカル上での再生も可能である。1つのファイルにマルチビットレートビデオ・オーディオ・メタデータ・静止画・URL・字幕等のデータを格納できる。
Windows Media (Windows Media Video(WMV)/Windows Media Audio(WMA))の標準ファイル形式である。

## 特許問題
ASFコンテナ構造はマイクロソフトが米国で特許を取得している。
フリーの動画編集ソフトウェアのVirtualDubはASFに正式対応していたが、マイクロソフト側からクレームを受けたため、現在はASF非対応となっている。

## ASFファイルに格納できるメディアの種類
ASFファイルは以下に示す映像・音声コーデックのメディアデータを組み合わせて(多重化して)格納し利用できる。
- ビデオ：MS-MPEG4、ISO MPEG-4、WMV7〜9、VC-1
- オーディオ：WMA、G.726、LPCM、MP3
- 静止画：

## ASFファイルで使われる拡張子
- .asf（Windows Media以外のコーデックを使用し圧縮されたデータを含むファイルは拡張子ASFを使用する）
- .asx
- .wmv（Windows Media Videoコーデックを使用し圧縮されたデータを含むファイル）
- .wvx
- .wma（Windows Media Audioコーデックを使用し圧縮されたデータを含むファイル）
- .wax

## 利用例
- SD-Video形式
  - プレイやん
  - DVDレコーダー(DIGA)
  - 携帯電話

### 解説サイト
- Overview of the ASF Format (MSDNライブラリ)
- ASF File Structure (MSDNライブラリ)
- Microsoft patents ASF media file format, stops reverse engineering